# بیوکی
بیوکی (به لهستانی:  Biełki) یک روستا در لهستان است که در گمینا میلیچتسه واقع شده‌است.